# Tesla European Distribution Centre

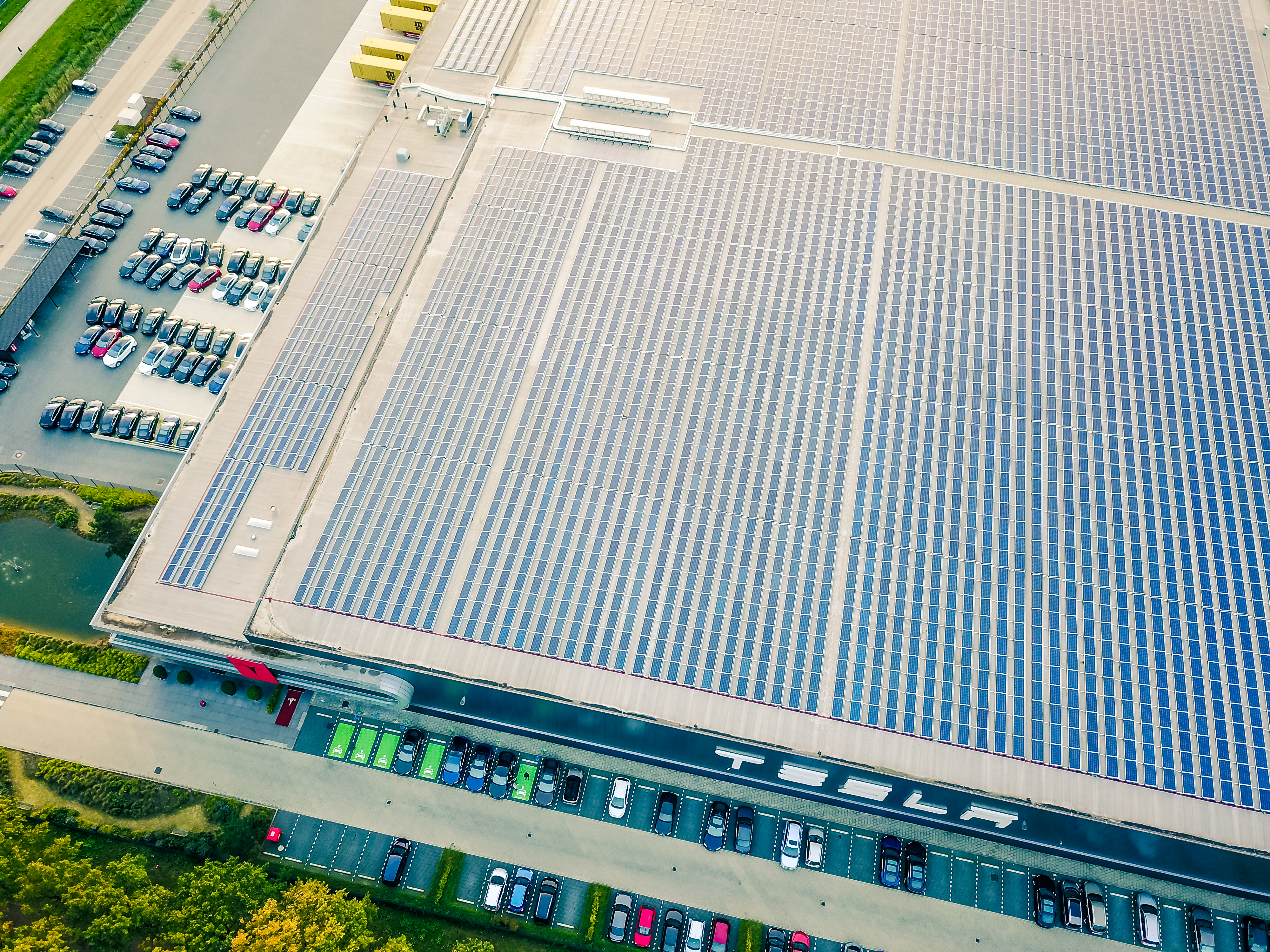
Ein Werksgebäude von Tesla in Tilburg

Das Tesla European Distribution Centre ist ein aus mehreren Komplexen bestehendes Werksgelände des Unternehmens Tesla, Inc. in Tilburg, Niederlande. Es befindet sich im Gewerbegebiet Vossenberg II nahe dem Wilhelminakanal. Das Montagewerk in Tilburg übernimmt die Endmontage der Tesla Modelle S und X für die Auslieferung innerhalb Europas.

## Geschichte
Im Dezember 2012 wurde von Tesla ein europäisches Vertriebszentrum in Tilburg eröffnet, das als Hauptsitz für europäische Teile und Dienstleistungen fungiert.
Die Produktion von Fahrzeugen des Typs Tesla Model S begann am 22. August 2013 in einer ersten, 18.900 Quadratmeter großem Montagewerk. Es handelte sich dabei um Teslas erste Fabrik außerhalb Kaliforniens.
Bis Ende 2015 wurde im ersten Montagewerk die anfängliche Produktionskapazität von 200 Autos pro Woche auf 450 Autos pro Woche mehr als verdoppelt. Auf dem Dach der Fabrikhalle für die Endmontage besteht eine Photovoltaikanlage mit einer Leistung von 3,4 Megawatt. Die Fahrzeuge kommen aus der Tesla-Fabrik in Fremont in Kalifornien, bevor die Endmontage in Tilburg erfolgt. Der Innenräume der angelieferten Fahrzeuge sind dabei bereits vollständig auf die von den Kunden gewünschten Farbkombinationen abgestimmt. Der Akku und die elektrischen Antriebskomponenten werden separat geliefert. Das Fabrikgebäude verfügt über eine 750 Meter lange und vollständig überdachte Teststrecke, die Endgeschwindigkeiten von 110 km/h ermöglicht.
Mitte 2018 bezog Tesla ein drittes Gebäude mit einer Fläche von 36.000 Quadratmetern, etwa 1,2 Kilometer östlich des Hauptgebäudes.